# Cassian Maria Gasser
Cassian Maria Gasser OH (* 7. April 1837 in Vals, Südtirol, Österreich-Ungarn als Georg Gasser; † 17. April 1910 in Rom) war ein römisch-katholischer Priester, Mitglied des Ordens der Barmherzigen Brüder und von 1888 bis 1910  Generalprior dieses Ordens.

## Leben und Wirken
Gasser wuchs mit seinen vier Geschwistern in einer römisch-katholischen Bauernfamilie auf und ergriff in Mauls (heute: Freienfeld) ein praktisches Handwerk, um das Auskommen der Familie zu sichern. Erst die Stabilisierung der familiären Finanzen und die Hilfe des lokalen Klerus ermöglichten Gasser, seinen fehlenden Schulabschluss nachzuholen, um Theologie zu studieren und in ein Priesterseminar einzutreten. Im vorgerückten Alter besuchte er die Hauptschule in Brixen, 1857 als 20-Jähriger das Brixner Gymnasium, wo zur selben Zeit Johannes Chrysostomus Mitterrutzner unterrichtete.
Zusammen mit seinem jüngeren Bruder Gallus trat Gasser am 1. November 1861 im Grazer Konvent in den Orden der Barmherzigen Brüder vom hl. Johannes von Gott ein und erhielt den Ordensnamen Cassian Maria; sein Bruder hieß fortan Frater Gebhard Gasser und starb als Provinzdefinitor der steirischen Ordensprovinz in Graz. Dass Gasser trotz seiner priesterlichen Berufung in einen Laienorden eintrat, hängt auch mit dem frühen Tod seiner beiden Geschwister zusammen. Nach der einfachen Profess am 1. November 1862 in Graz studierte er in Rom Philosophie und Theologie, da er wegen seines vorbildlichen spirituellen Lebens für die Priesterweihe bestimmt war. Die feierliche Profess legte Gasser am 4. November 1865 in die Hände des Generalpriors Giovanni M. Alfieri ab. Am 20. April 1867 empfing er durch Costantino Patrizi Naro die Priesterweihe; seine Primiz feierte Gasser am 23. April in der Kirche des Generalats in Rom.
Im Mai 1867 kehrte Gasser in die steirische Provinz zurück, um in Graz das Amt des Novizenmeisters zu übernehmen, bis er am 7. Jänner 1872 zum Prior des Klosters in Brescia bestimmt wurde. Als Visitator der bayrischen Ordensprovinz war er ab 6. Juni 1881 für einen zusätzlichen Ordensbereich verantwortlich. Gassers gesammelte Erfahrungen in Organisation und Spiritualität waren ausschlaggebend für seine Wahl zum Provinzial und Visitator der steirischen Ordensprovinz am 9. Juni 1878, weshalb er abermals nach Graz zurückkehrte. Am 9. September 1883 wurde er in Anerkennung seiner Verdienste von Kaiser Franz Joseph I. mit dem Ritterkreuz des Franz-Joseph-Ordens ausgezeichnet.
Ab 1884 übertrug die Ordensleitung Gasser immer verantwortungsvollere Ämter: Am 4. Juli 1884 erfolgte die Wahl zum Metropolitanprior, 1886 wurde er zum Generaldefinitor und Prior des Generalats berufen. Seine Hauptaufgabe umfasste die Unterstützung des altersschwachen, aber von Papst Pius IX. auf Lebenszeit ernannten Generalpriors Alfieri bei der Ausführung der Amtsgeschäfte. Da dessen Krankheitsverlauf sich länger hinzog, wählte das in Venedig tagende Generalkapitel Gasser im Juni 1887 zum Generalvikar des Ordens und Koadjutor mit Nachfolgerecht. Nach dem Tod Alfieris 1888 übernahm Gasser offiziell die Leitung des Krankenpflegeordens, dem er bis zu seinem Tod in vier aufeinanderfolgenden Amtsperioden vorstand. Bis 2021 war er der einzige aus Österreich stammende Barmherzige Bruder, der dieses Amt bekleidete. Mit seiner Wahl fanden viele Impulse aus der Grazer Reformprovinz Eingang in den Gesamtorden.
Als Generalprior visitierte er die Ordensniederlassungen in Frankreich, Belgien, England, Irland, Italien, Spanien, Portugal, Frankreich sowie in den USA, Argentinien und Palästina. Während dieser ausgedehnten Visitationsreisen legte Gasser sein Hauptaugenmerk auf die Hebung der Ordensdisziplin, die genaue Beachtung der Ordensregeln und die Intensivierung zeitgemäßer Krankenpflege in Hygienebestimmungen und Seelsorgsbetreuung.
Parallel dazu veranlasste er eine Überarbeitung der Konstitutionen, die Edition des Bullariums seines Ordens, einer Sammlung päpstlicher Bullen und anderer kirchlicher Dokumente, die unter Federführung von Francesco Risi publiziert wurde, sowie die Rückgabe des ursprünglichen Generalatshauses, das von der italienischen Regierung eingezogen worden war. Die Priesterausbildung innerhalb des Ordens konzentrierte Gasser auf die Päpstliche Universität Gregoriana in Rom, wodurch er das theologische Niveau der Ordenspriester anhob und das brüderliche Band in den Leitungsgremien der internationalen Provinzen enger knüpfte. Darüber hinaus sorgte die zentrale theologische Ausbildung potentieller Kandidaten der Provinzleitung an einer römischen Universität für den nötigen ordensinternen Rückhalt einzelner Provinzen, die sich während staatskirchenpolitischer Krisenzeiten in Frankreich, Italien und Portugal wechselseitig unterstützten.
Ab 1909 litt Gasser zunehmend an den schweren Folgen seiner Diabetes, sodass er fast erblindete. Im Oktober 1909 ernannte die Religiosenkongregation unter Kurienkardinal José de Calasanz Félix Santiago Vives y Tutó seinen Mitbruder Benedetto Menni zum Apostolischen Visitator. Gasser starb am 17. April 1910. Die große Beteiligung der römischen Bevölkerung wie auch kirchlicher Würdenträger, die bei Gassers Requiem am 19. April 1910 in der Kirche San Giovanni Calibita anwesend waren, sind Indiz für seine Reputation im Klerus und im Volk. Gassers Grab befindet sich am Friedhof Campo Verano.

## Auszeichnungen
- 1883: Ritterkreuz des Franz-Joseph-Ordens